# DIN 72580
Die DIN-Norm DIN 72580 beschrieb die technische Spezifikation der 8-poligen Steckverbinder für Anhängersteckdosen, welche üblicherweise in 24-V-Anlagen von LKW benutzt wurden.
Die DIN 72580-1 mit dem Titel Straßenfahrzeuge; Steckvorrichtung mit Bajonettkupplung für elektrische Ausrüstung; 8polig wurde im Oktober 1988 veröffentlicht. Aktuell hat sie den Status zurückgezogen.